# A Father's Vengeance (film 1907)
A Father's Vengeance è un cortometraggio muto del 1907 diretto da Lewin Fitzhamon.

## Trama
Il proprietario di una fonderia salva un vagabondo dalla neve. L'uomo violenta sua figlia e gli operai lo gettano dentro la fornace.

## Produzione
Il film fu prodotto dalla Hepworth.

## Distribuzione
Distribuito dalla Hepworth, il film - un cortometraggio di 160 metri - uscì nelle sale cinematografiche britanniche nell'aprile 1907.
Si conoscono pochi dati del film che, prodotto dalla Hepworth, fu distrutto nel 1924 dallo stesso produttore, Cecil M. Hepworth. Fallito, in gravissime difficoltà finanziarie, il produttore pensò in questo modo di poter almeno recuperare il nitrato d'argento della pellicola.